# Hilberts tjugonde problem
Hilberts tjugonde problem är ett av Hilberts 23 problem. Det formulerades år 1900 relaterat till frågan:
Har alla variationsproblem med vissa randvillkor lösningar?
Problemet är löst. Detta har varit ett viktigt område under 1900-talet, och lösningar har konstruerats även för det icke-linjära fallet.